# Phyllachora lyonsiae
Phyllachora lyonsiae är en svampart som beskrevs av Syd. 1937. Phyllachora lyonsiae ingår i släktet Phyllachora och familjen Phyllachoraceae.   Inga underarter finns listade i Catalogue of Life.